# Mesurado
Il Mesurado è un fiume della Liberia che sfocia nell'Oceano Atlantico presso la capitale Monrovia ed è attraversato dal Ponte del Popolo, costruito negli anni '70.